# Vijzelstraat

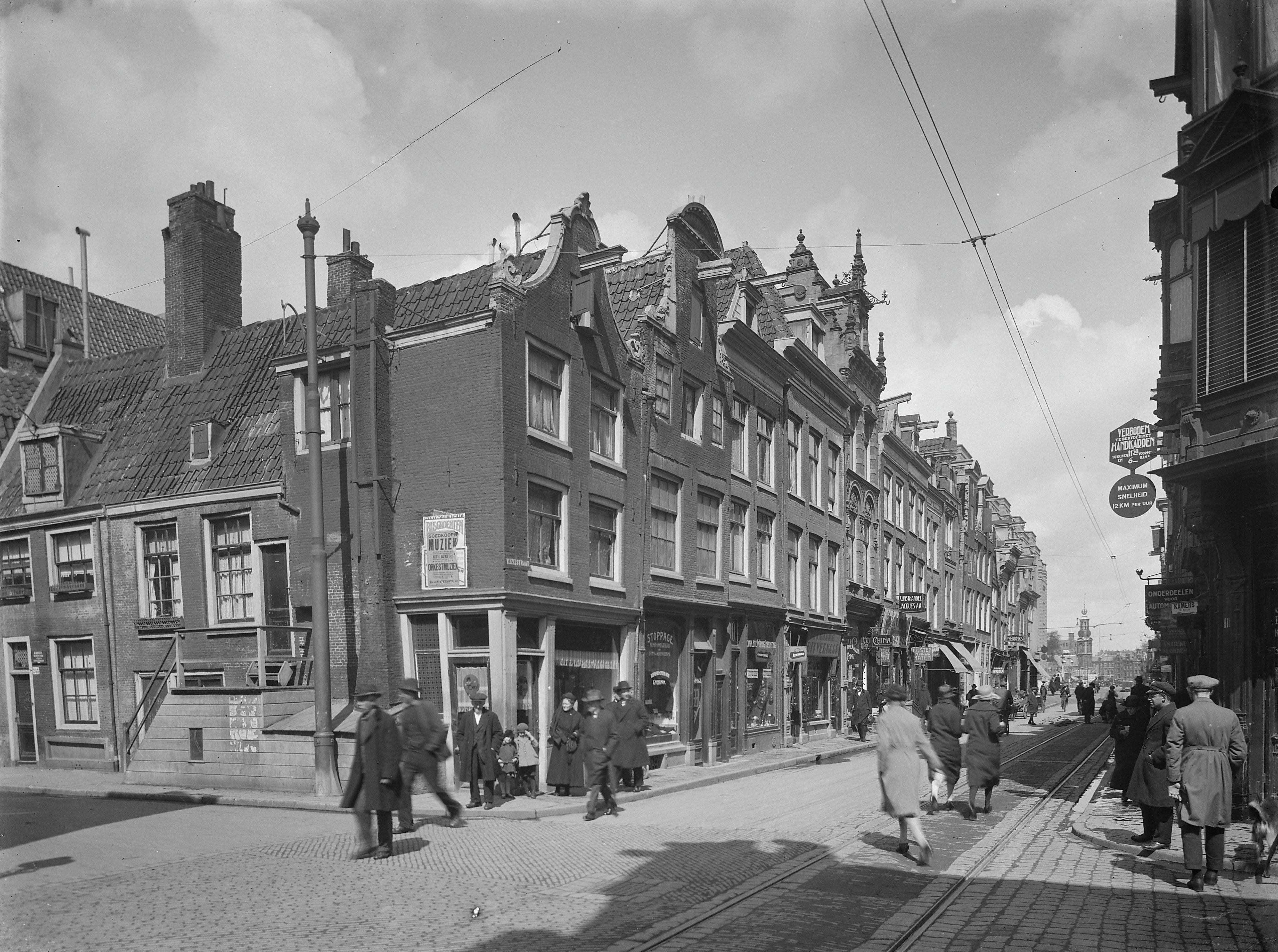
De nog smalle Vijzelstraat ter hoogte van de Kerkstraat; circa 1917.

De Vijzelstraat ligt binnen de Amsterdamse grachtengordel tussen het Muntplein en de Prinsengracht. De straat kruist de Reguliersdwarsstraat, de Herengracht, de Keizersgracht en de Kerkstraat.

## Geschiedenis
Het eerste deel van de Vijzelstraat werd aangelegd als onderdeel van de Tweede Uitleg van 1584 en werd vermoedelijk in het begin van de 17e eeuw vernoemd naar de bewoners Cornelis Arents Vijselaar (rond 1600) en Jan Vijselaar (rond 1632). Pas op 23 december 1874 werd naam Vijzelstraat officieel vastgesteld. Het was slechts een kort straatje die liep tot de Reguliersdwarsstraat en was slechts 7 meter breed. Tussen de Reguliersbreestraat en de Reguliersdwarsstraat lag tot 1917 de Duvelshoek met ter hoogte van de huidige huisnummers 11-15 de Spaarpotsteeg, een van de drie stegen in Amsterdam met deze naam. De latere verlenging ten zuiden daarvan was 10 meter breed. Tot in de achttiende eeuw sprak men echter van de Oude en de Nieuwe Vijzelstraat.
Het tweede deel van de Vijzelstraat tussen de Herengracht en de Prinsengracht dateert uit de grote stadsuitbreiding van 1658 (de Vierde Uitleg). De straat was geen uitvalsweg zoals de Leidsestraat en de Utrechtsestraat, maar een smallere straat (vergelijkbaar met de Nieuwe Spiegelstraat), vooral van belang voor de buurt eromheen, het was wel een belangrijke winkelstraat.
Om de ten zuiden van het centrum van Amsterdam na 1870 nieuw gebouwde wijk De Pijp een betere (tram)verbinding te geven werd in 1901 voorgesteld om de Reguliersgracht te dempen en als verbindingsstraat in te richten. Dit plan stuitte op veel verzet en ging niet door. In 1913 werden nog dempingen van de Leidsegracht en de Spiegelgracht voorkomen.

## Verbreding
Er werd een plan gemaakt om de smalle Vijzelstraat te verbreden. In 1907 nam de Gemeenteraad het plan aan om de straat te verbreden van 10 naar 22 meter. Daarvoor diende alle bebouwing aan de westkant van de straat te verdwijnen en de bruggen te worden verbreed.
In 1914 werd in Den Haag een wet aangenomen die Amsterdam toestemming gaf de onteigeningen voor deze verbreding uit te voeren. In 1917 startte het werk. Eerst werd het smalste deel van de straat, met een breedte van slechts 7 meter, tussen Muntplein en Herengracht gesloopt. Hier verrees in 1926-1929 o.a. het Grand Hotel Centraal, al voor de opening herdoopt in Carltonhotel, naar ontwerp van de Amsterdamse School-architect Gerrit Jan Rutgers. Dit hotel werd over de Reguliersdwarsstraat heen gebouwd. Op de hoek met de Herengracht verrees in 1928 Hotel Astoria van dezelfde architect.
Na de ervaringen met de Raadhuisstraat werd besloten de grond voor de nieuwbouw aan de westkant uitsluitend in erfpacht uit te geven. Dit principe werd in de Vijzelstraat bij het Carlton Hotel voor het eerst toegepast en was een keerpunt in het gemeentelijke beleid.
De stad stelde de architect Karel de Bazel aan als coördinator voor alle nieuwbouwprojecten langs de Vijzelstraat. Hij ontwierp zelf het grote bankgebouw tussen de Herengracht en de Keizersgracht.
Het tweede deel, tussen Herengracht en Keizersgracht, werd gesloopt in 1918. Hiermee verviel ook de winkelfunctie aan de westkant van de straat. Niet alleen kleinere winkelpanden sneuvelden, ook het grote gebouw van de 'Groote Bazaar De Zon' uit 1890 met een 20 meter brede voorgevel viel ten offer aan de slopershamer. Ook aan de Herengracht net ten westen van de Vijzelstraat werden diverse kapitale grachtenpanden uit de 17e eeuw gesloopt.
Hier verrees in de jaren 1922-1926 het hoofdkantoor van de Nederlandsche Handel-Maatschappij, naar ontwerp van Karel de Bazel en A.D.N. van Gendt (technische constructie). Sinds 2007 is dit Gebouw de Bazel en zijn het Stadsarchief Amsterdam en Bureau Monumenten & Archeologie hier gevestigd.
Het gedeelte tussen Keizersgracht en Prinsengracht werd gesloopt in 1925. Hier verrees in de jaren 1926-1928 de 'Vijzelflat' of wel 'Amstelstein' naar ontwerp van de Amsterdamse School-architect J.M van der Mey. Dit woongebouw was over de Kerkstraat heen gebouwd, waar een soort poort was.
In 1955 stortte tijdens werkzaamheden een pilaar in, de schade werd provisorisch hersteld. Na jarenlang getouwtrek tussen de Gemeente Amsterdam en de Twentsche Bank, later Algemene Bank Nederland, werd het gebouw in 1962 gesloopt om plaats te maken voor de uitbreiding van de bank, ook hier kwamen geen winkels meer langs de straat. Met de Twentsche Bank werd grond geruild aan de Spuistraat om daar de letterenfaculteit van de UvA te kunnen bouwen, het tegenwoordige P.C. Hoofthuis.
De beide bankgebouwen van de ABN werden met een voetgangerstunnel onder de Keizersgracht verbonden, de 'Poentunnel'. Het nieuwe door Marius Duintjer ontworpen en in 1969-1973 gebouwde bankgebouw, ook weer met een poort over de Kerkstraat, werd later Vijzelbank genoemd. Na vertrek van de bank werd het later 'Duintjer CS', en sinds 2014 heet het gebouw 'Prins en Keizer'.
In het verlengde van de Vijzelstraat ligt, tussen de Prinsengracht en de Lijnbaansgracht, de tussen 1660 en 1670 gegraven Vijzelgracht. Deze gracht werd gedempt in 1933-1934. Als laatste stukje van de huidige straat is er de Nieuwe Vijzelstraat, tot aan de Weteringschans.
Ondanks al deze veranderingen telt de Vijzelstraat vijftig Rijks- en gemeentelijke monumenten.
In 2007 hebben de ondernemers in de Vijzelstraat en Vijzelgracht zich verenigd in de Ondernemersvereniging De Vijzel. Er is ook een bewonersvereniging opgericht; de Vereniging Vrienden Van Vijzelstraat en Vijzelgracht.

## Galerij

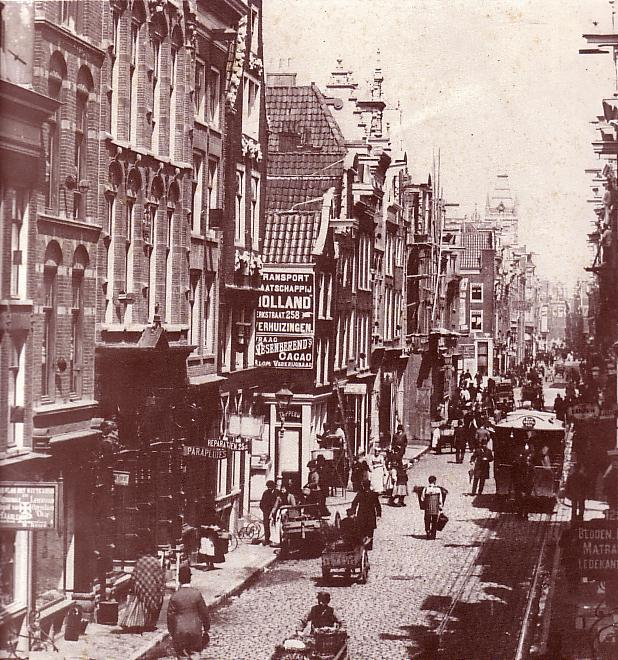
De Vijzelstraat in 1891, vóór de verbreding van de jaren 1920.
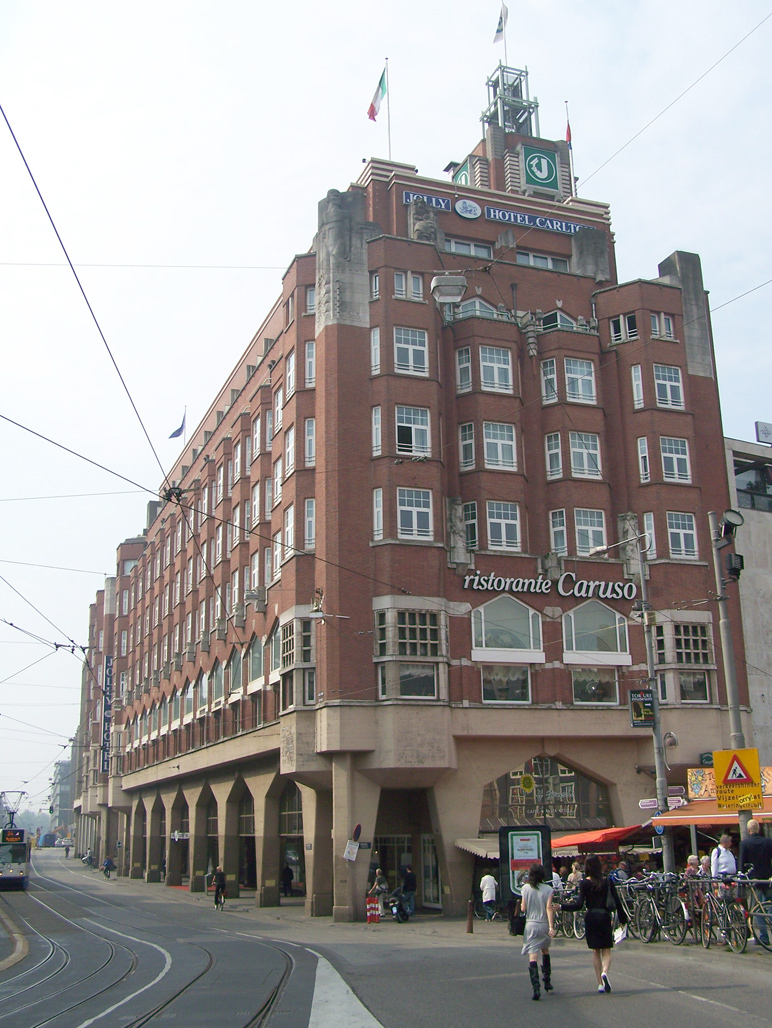
Carltonhotel uit 1929.
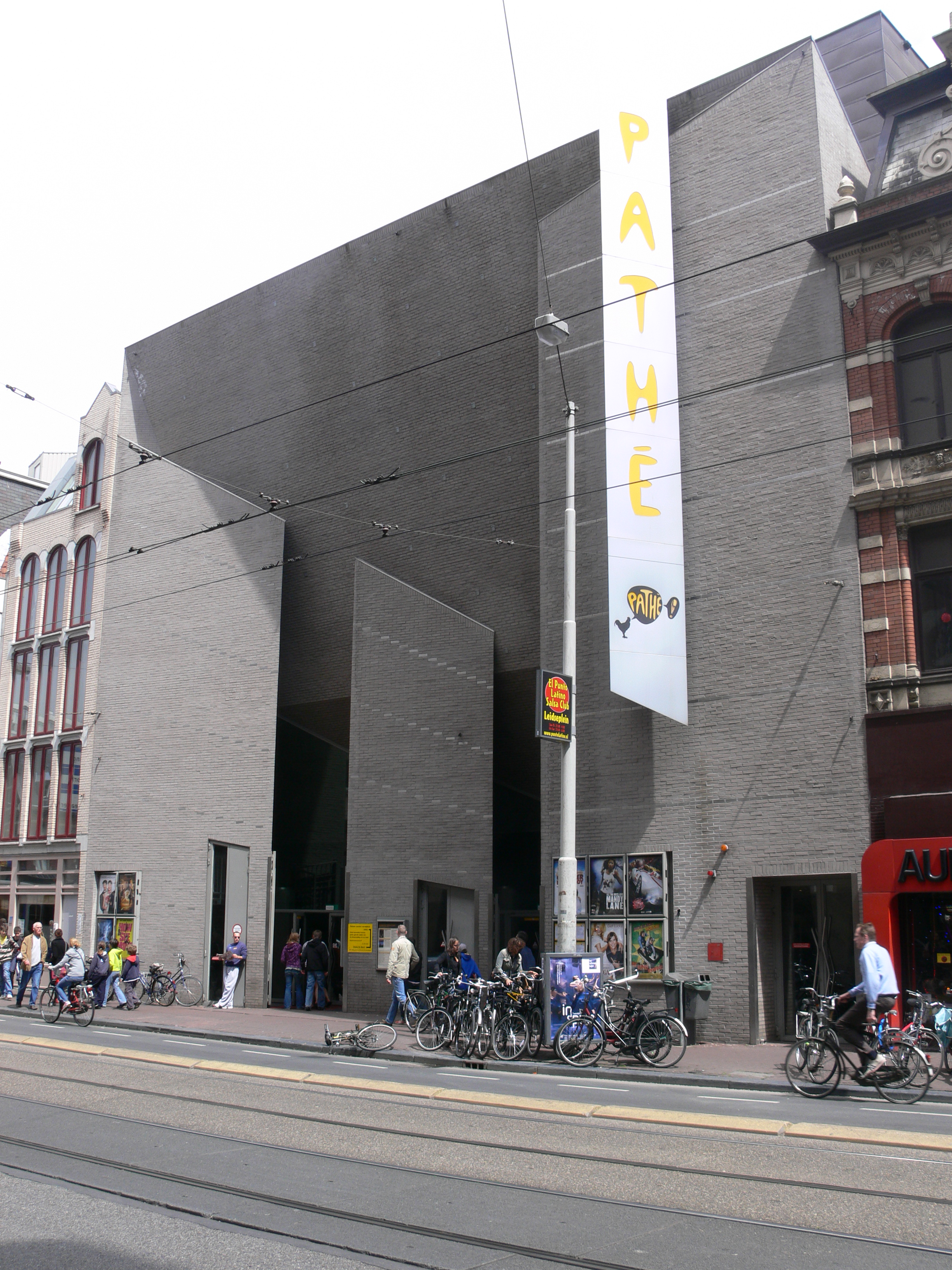
Pathé de Munt in de Vijzelstraat; 2008.
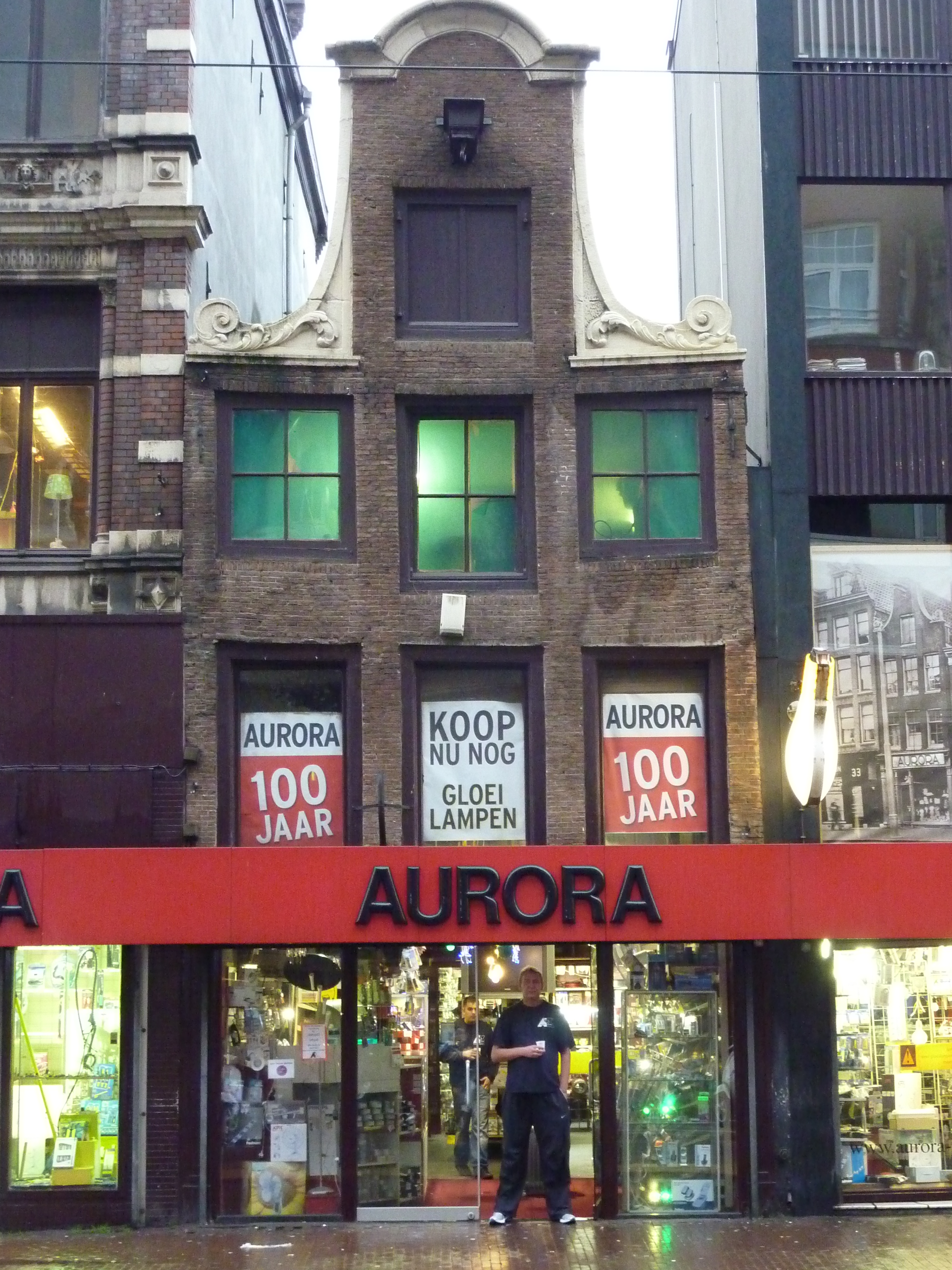
Vijzelstraat 27-35, lampenwinkel; 2010.
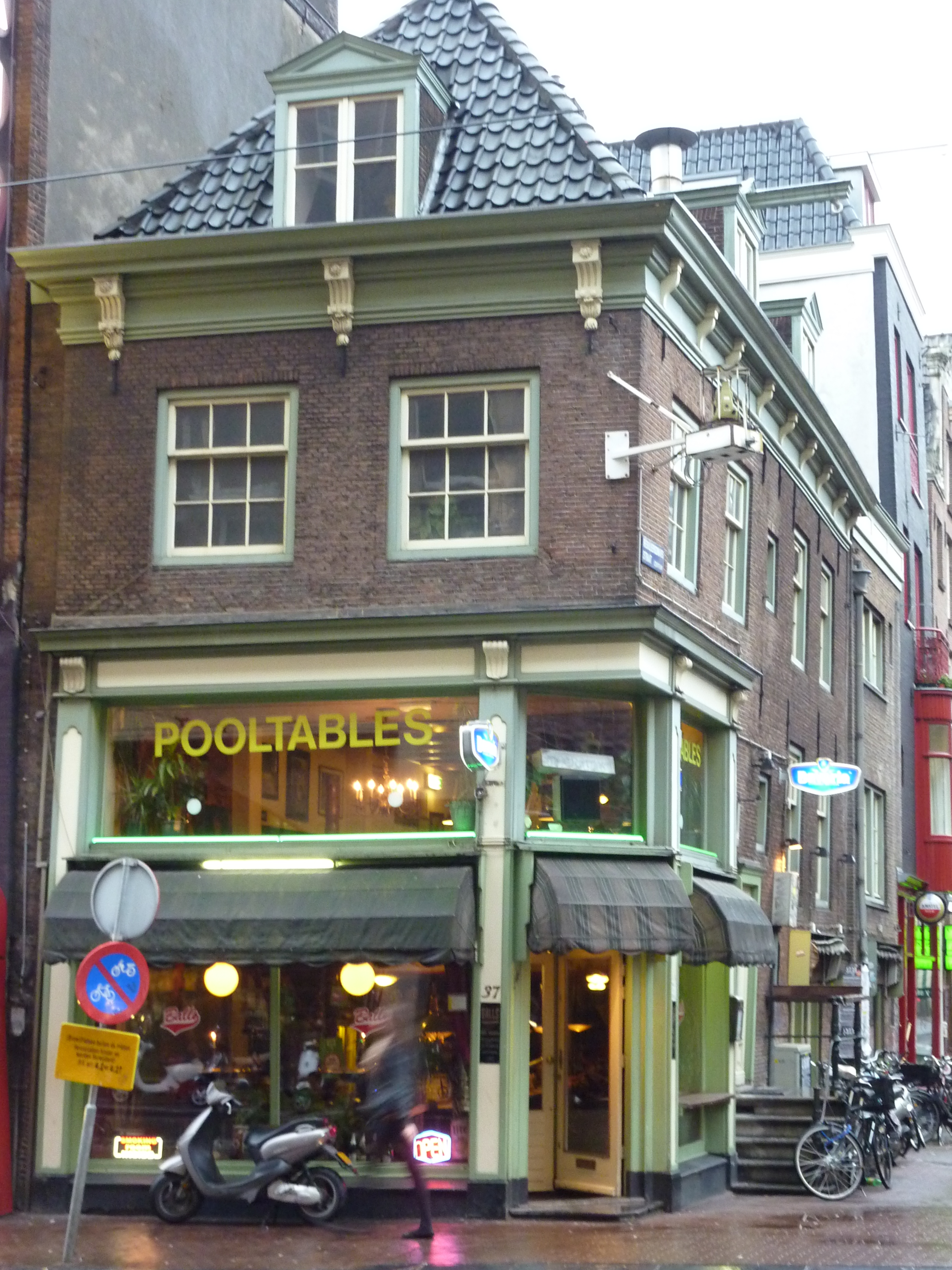
Vijzelstraat hoek Reguliersdwarsstraat; 2010.
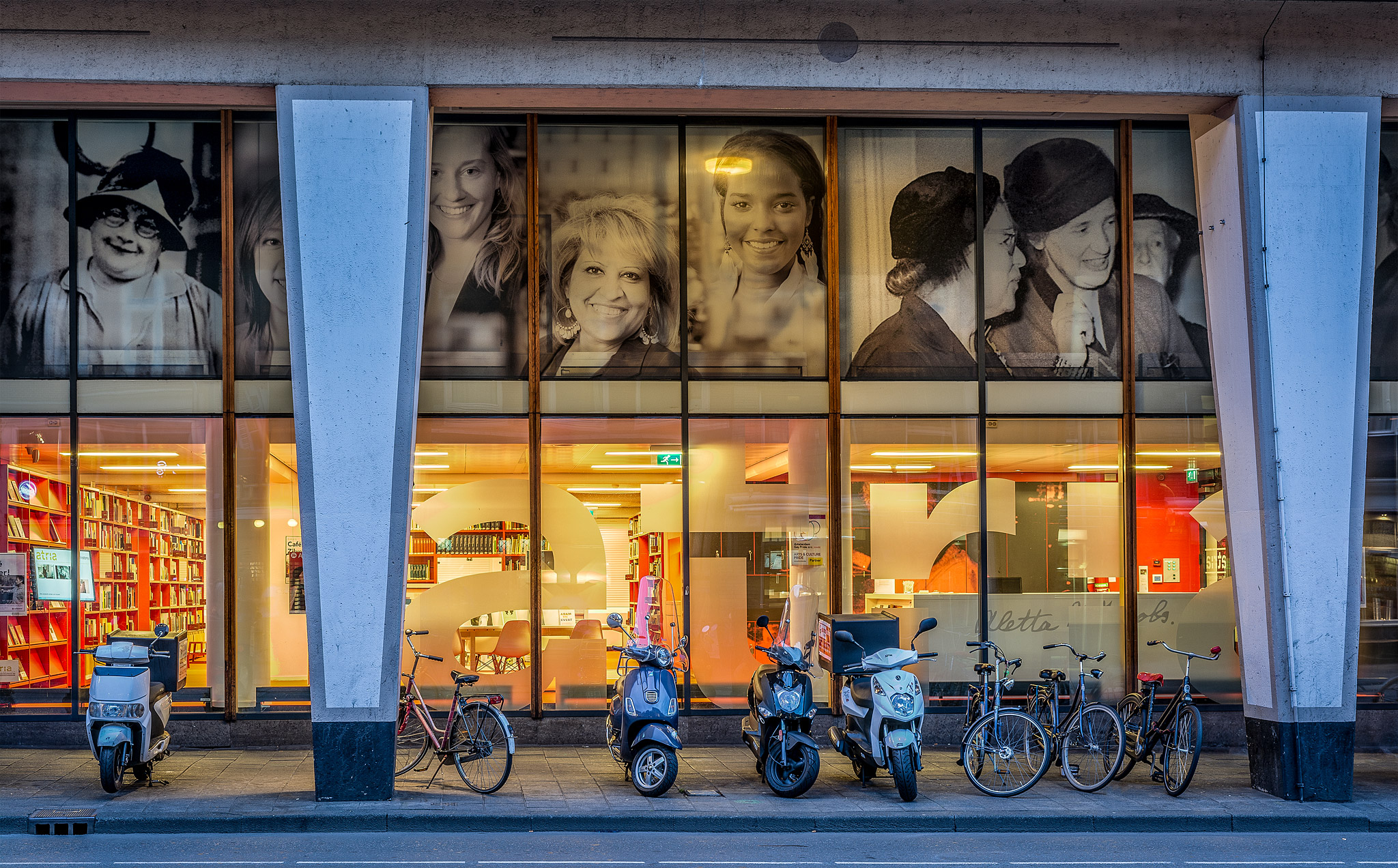
Atria, kennisinstituut voor emancipatie en vrouwengeschiedenis, Vijzelstraat 20; 2015.
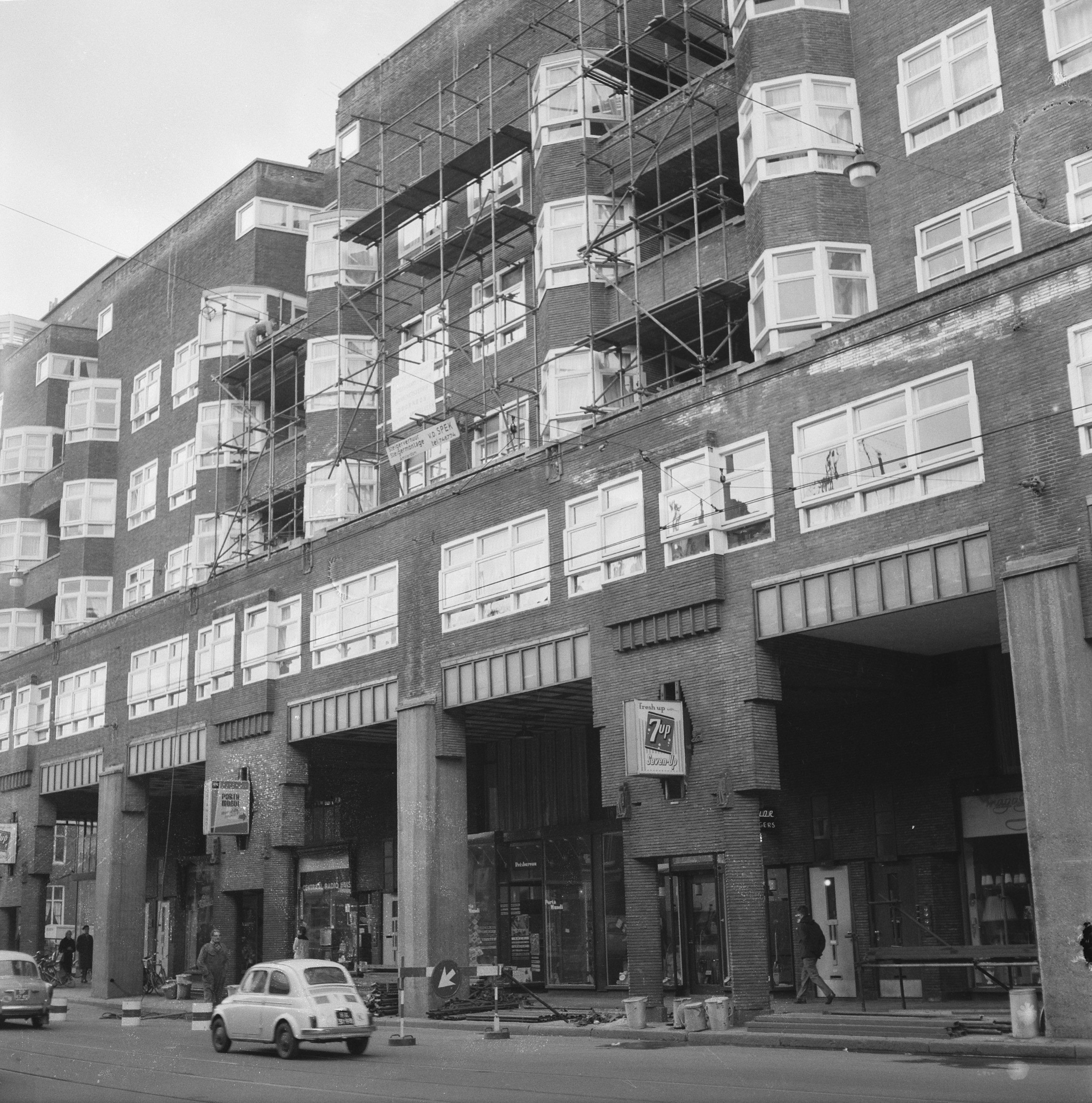
Afbraak flats (Amstelstein) in de Vijzelstraat te Amsterdam; 12 maart 1962.
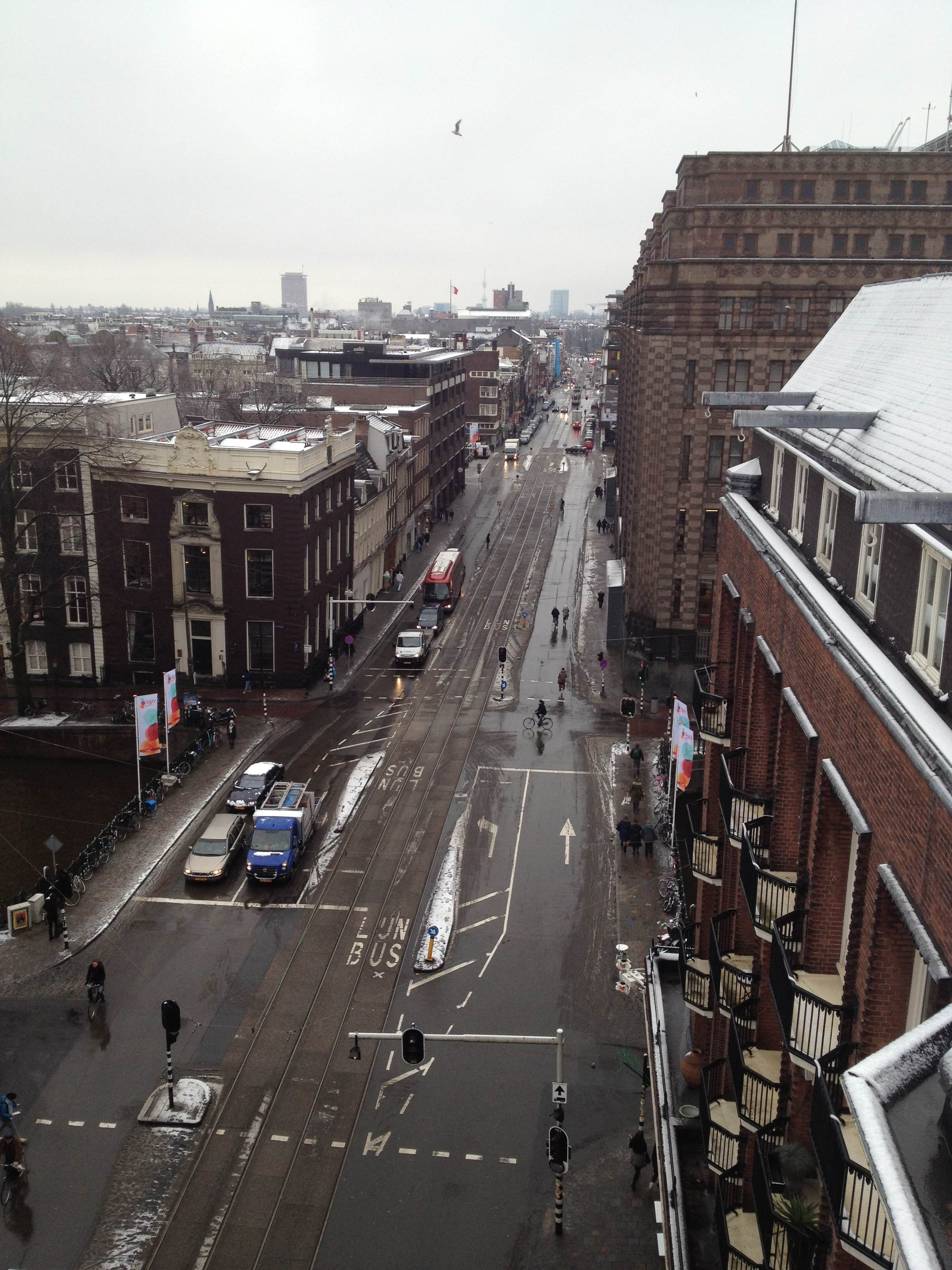
Vijzelstraat, uitzicht naar het zuiden.

## Verkeer en vervoer
De Vijzelstraat functioneert als een verkeersader richting Amsterdamse binnenstad. De straat was tot 2016 over de gehele lengte geschikt voor tweerichtingverkeer per auto. Via Rokin, Dam en Damrak leidde deze route naar het Centraal Station. Sinds 2016 is het gedeelte tussen Muntplein en Reguliersdwarsstraat afgesloten voor auto's.
Vanaf 1883 reden er paardentrams door de Vijzelstraat. In 1904 verscheen de elektrische tram en reed hier lijn 4. In 1913 volgde lijn 16. Net als in de smalle Haarlemmerstraat, Leidsestraat, Utrechtsestraat en Weesperstraat lag in de Vijzelstraat enkelspoor met wisselplaatsen op de bruggen. In de Vijzelstraat lag het tramspoor niet in het midden maar aan de zijkant van de straat. Het gedeelte tussen Muntplein en Herengracht was nog smaller en kon slechts in één richting worden bereden. De tram reed in de andere richting via het Rembrandtplein. Na de verbreding van de straat was er ruimte voor twee nieuwe tramlijnen: lijn 24 in 1929 en een jaar later lijn lijn 25. Lijn 4 verdween in 1942 uit de straat en de route werd in 1948 verlegd naar de Utrechtsestraat. Lijn 25 verdween door de opheffing in december 2013 uit de straat, tramlijn 16 op 22 juli 2018 en de inkorting van tramlijn 24 op 8 december 2023 rijdt er geen tramlijn meer door de straat. De sporen, die in 2022 zijn vernieuwd, blijven liggen voor omleidingen. Sinds 2002 waren hier bouwwerkzaamheden gaande aan de Noord/Zuidlijn, die in 2018 werd geopend. Onder de gehele lengte van de Vijzelstraat werd diep onder de grond een metrotunnel geboord. Onder de Vijzelgracht is het metrostation Vijzelgracht gebouwd.

## Vernieuwing van bruggen en straat
Zo'n negentig jaar na de verbreding van de straat bleken (vooral de funderingen van) de gedeeltelijk nog oude bruggen in slechte staat te verkeren. Vanaf januari 2020 werden de bruggen over de Herengracht, de Keizersgracht daarom geheel vernieuwd. De brug over de Prinsengracht werd gerenoveerd. Ook de straat werd in het kader van de 'Rode Loper' geheel nieuw ingericht, waarbij voor voetgangers meer ruimte werd gecreëerd. Gedurende de bouwtijd werd het auto- en tramverkeer omgeleid. De enige in de Vijzelstraat overgebleven tramlijn 24 reed daarom van 6 januari 2020 tot 7 juni 2021 niet door de Vijzelstraat, maar naar het Frederiksplein.

## Andere Vijzelstraat
In Arnhem bestaat ook een Vijzelstraat.